# ラジオパラダイス
『ラジオパラダイス』は、三才ブックスからかつて発行されていた月刊のラジオ番組専門誌。通称ラジパラ。FM情報誌との棲み分けを意識し、主に夜間を中心とした民放AMラジオ番組を扱っていた。
1985年9月創刊、1990年7月休刊。2007年2月16日、17年ぶりに『ラジパラ』のタイトルで単発の雑誌（事実上のムック）として復刊。

## 概要
読者投稿ページ等は同社発行の『ラジオ番組表』（ラジパラ臨時増刊『ラジオ新番組速報版』として創刊。現在は『ラジオライフ』増刊となり、番組改編期に合わせ発行）に引き継がれている。
同社の雑誌『ラジオライフ』2005年9月号から、「ラジオパラダイス」の一部コーナーを復活させた同名のコーナーが連載されている。2006年以降、「ラジパラ」の特集を意識したムック『ラジオマニア』（国外BCLについてはさらに2010年から『BCLマニア』に分離）が年1回出版されている。

## 主な連載

### 中波47局全国行脚
日本に47局存在する民放AMラジオ局を1局ずつ紹介する企画。
主に局舎や送信所等の設備やパーソナリティの紹介がメイン。
同企画の実施に当たっては、事前に同局のローカル番組（主に夜のワイド番組）においてキーワードを読み上げる日時が誌上で告知され、そのキーワードを含む受信報告（キーワード以外に、一般的なBCLにおける受信報告同様にSINPOコードの記載などが要求された）を局に送ると、ラジパラと局のタイアップによる特製ベリカードが進呈された。この際に得られた受信報告は集計された上で誌面に掲載され、電波の受信可能な範囲を一目で知ることができた。

### クリアキャッチレスキュー隊
ラジオの受信状態に悩む読者の元に駆けつけ、実際に受信状態の改善に挑む企画。ループアンテナの自作やFM用の八木アンテナの設置といったネタから、高速道路で移動しながらニッポン放送の受信状態の変化をチェックするといった幅広い内容を扱った。

### パーソナリティ&番組人気投票
その名の通り、全国のラジオ番組・パーソナリティの人気投票。番組人気投票は1988年3月号からスタート。1か月ごとの得票数で順位を決定。被投票権があるのは、継続中のラジオ番組、およびラジオのレギュラー出演を1本でも有しているパーソナリティ。
初期には「殿堂入り」制度が存在していた。これは得票数が300票を超えた場合、殿堂入りとなって3か月お休み（被投票権が無くなる）というもの。一人に票が集中するのを避け人気投票の底辺拡大を目指したもの。しかしこの制度は1986年3月号および4月号において小森まなみが殿堂入りしただけで廃止となった。
初期は、小森まなみ・小堀勝啓（CBCラジオ）・沢田幸二（KBCラジオ）らが強さを発揮。中期以降はコサキン・デーモン小暮・明石英一郎（STVラジオ）らが浮上、末期には伊集院光や森脇健児、日髙のり子も上位に食い込んだ。
得票が1票のみのパーソナリティに至るまで、投票内容が全て公開されていたため、自ら雑誌を購入して投票していた（投票は雑誌綴込アンケートハガキのみ有効）パーソナリティもいた。番組内で自らへの投票を呼びかけるパーソナリティも少なくなかった。
この企画は本誌休刊後、同社が年2回刊行している「ラジオ番組表」に引き継がれた。
1990年7月号の最終号で、5年間通算のランキングが発表された。

#### パーソナリティ人気投票・各回の総合ベストテン
（第1回は男性部門、女性部門別々に集計していたため各順位2名のランキング）
| 順位 | 第1回 （'85〜'86）        | 第2回 （'86〜'87） | 第3回 （'87〜'88） | 第4回 （'88〜'89） | 第5回 （'89〜'90）   |
| ---- | ------------------------- | ------------------ | ------------------ | ------------------ | -------------------- |
| 1位  | 小森まなみ 小堀勝啓       | 小森まなみ         | コサキン           | 小森まなみ         | 小森まなみ           |
| 2位  | 斉藤洋美 三宅裕司         | 小堀勝啓           | 小森まなみ         | コサキン           | コサキン             |
| 3位  | 渡辺美里 上柳昌彦         | 斉藤洋美           | 小堀勝啓           | デモルク           | デモルク             |
| 4位  | 大橋照子 沢田幸二         | 三宅裕司           | 斉藤洋美           | 斉藤洋美           | 伊集院光             |
| 5位  | 中島みゆき とんねるず     | 沢田幸二           | 南野陽子           | 南野陽子           | 南野陽子             |
| 6位  | 河合奈保子 吉田照美       | 菊池桃子           | 矢尾一樹           | 小堀勝啓           | 沢田幸二             |
| 7位  | 菊池桃子 ビートたけし     | とんねるず         | 森川美穂           | 沢田幸二           | 斉藤洋美             |
| 8位  | 平松圭子 新野新           | 南野陽子           | デーモン小暮       | 鴻上尚史           | 姫乃樹リカ           |
| 9位  | 国生さゆり ミンキー・ヤス | 上柳昌彦           | ドクトル日詰       | 渡辺満里奈         | 川村かおり           |
| 10位 | 谷山浩子 明石家さんま     | コサキン           | 菊池桃子           | とんねるず         | ウッチャンナンチャン |

#### その他上位に来ていた主なパーソナリティ
- つボイノリオ（第1回男性部門12位、第2回14位など）
- サンプラザ中野（第1回男性部門14位、第2回24位など）
- 斉藤由貴（第1回女性部門17位、第2回15位など）
- 高井麻巳子（第2回21位、第3回18位）
- 田中義剛（第3回14位、第4回11位など）
- 久本雅美（第3回19位）
- 佐野量子（第4回13位、第5回19位など）
- 永井真理子（第4回17位など）
- 小川範子（第4回20位）
- 日髙のり子（第5回11位など）
- 明石英一郎（第5回12位など）
- 冨永みーな（第1回女性部門19位、第5回13位など）
- 圭・修（第5回14位など）
- 森若香織（第5回16位など）
- 小川恵理子（第5回17位）
- 西村知美（第1回女性部門28位、第2回26位、第3回21位、第4回26位、第5回21位 5年間の通算18位）
- さだまさし（第1回男性部門17位、第2回27位、第3回33位、第4回25位、第5回30位 5年間の通算20位）

### その他連載
- ラジパラレトロ写真館
- 大橋照子の『アメリカ・アメリカ』
- 小森まなみの『果樹園でお昼寝』
- 小峯隆生の『ノルウェイの海軍』
- つるべの『三味線倶楽部』
- 高田文夫と田中義剛（後に松本明子）の『ラジオでなしくずし』
- コサキンパンチOh!（『スーパーギャング コサキン無理矢理100％』との連動企画）
- 悪魔的いい味出してる新聞（『デーモン小暮のオールナイトニッポン』との連動企画）
- ドクトル日詰の『JINBEE CLUB』
- パラダイスKING（『小堀勝啓のわ!Wide とにかく今夜がパラダイス』との連動企画）
- KO〜MON通信（『PAO〜N ぼくらラジオ異星人』との連動企画）
- 浅草キッドの今月のお仕事（隔月企画）
- まっちゃん・拓美の今月のお勉強（隔月企画）
- ドン上野のヒストリー・オブ・ラジオ
- ラジオの達人養成講座
- ラジパラ調査隊『いまどきのラジオ』

## 備考
1987年6月号でコサキン特集を組んだ際は異例のスピードで雑誌が完売。僅かな返本も再出荷直後に完売となり、関係者を驚かせた。読者から再発売を希望する声も多かったが、当時の編集長は「月刊誌で再発売を敢行したのは、長嶋茂雄特集を組んだ "Number" だけ。畏れ多い」と再発売を認めなかった。
1989年より、番組個別の詳しい情報を得るため「番組担当部員」を読者から募集、任命していた。
ラジオ関係者の読者率はかなり高かった様で、松宮一彦を始めとして、当時の番組、同誌誌上で読者であることを公言するアナウンサーが多かった。
AMラジオを扱った雑誌は同誌の休刊後、「ラジオDEパンチ」が「笑芸人」の別冊扱いで白夜書房が発行していた。
ラジオパラダイス創刊の約5か月前まで、「ラジオマガジン」（通称「ラジマガ」）が本誌と同様のラジオ情報を中心に扱う月刊誌として、モーターマガジン社が発行していたが、1985年4月に廃刊となった。「ラジオマガジン」以前は同様のラジオ情報誌「深夜放送ファン」「ランラジオ」を自由国民社が発行していた。
2012年、同社からムック本「なつかしラジオ大全」を発売した。当時のラジパラ記事をもとに、1980年代後半を中心としたラジオ番組を紹介。三宅裕司、吉田照美、つボイノリオ、上柳昌彦、小堀勝啓、沢田幸二、みのや雅彦、玉袋筋太郎のインタビューと当時の人気パーソナリティの近況等を掲載した。同社が10月に発売した「ラジオライフDX」で、ラジパラの企画「クリアキャッチレスキュー隊」特集を掲載した。

## 関連書籍
- 『DJ名鑑 1987』三才ブックス、1987年2月15日。
- 『ラジパラ』三才ブックス〈三才ムックvol.144〉、2007年3月。
- 『なつかしラジオ大全』三才ブックス、2012年7月1日。ISBN 4861994829。